# Schloss Pfullingen
Das Schloss Pfullingen ist ein auf der abgegangenen Wasserburg Rempenburg, auch als Untere Burg bezeichnet, errichtetes Jagdschloss an der Echaz in Pfullingen in der Schlossstraße im Landkreis Reutlingen in Baden-Württemberg. Neben der Unteren Burg befanden sich auch die Obere Burg sowie das sogenannte Schlössle im Ort. Vom ursprünglichen Schloss ist heute nur noch der südöstliche Gebäudeflügel erhalten. Während das Schloss ursprünglich am Stadtrand lag, befindet es sich heute in der Weststadt zwischen dem Schlösslespark im Süden und der Kurt-App-Sporthalle im Norden.

## Geschichte
Die vermutlich vor 1260 erbaute Wasserburg war Sitz der seit 1260 erwähnten Remp von Pfullingen, deren letzter Spross die Burg 1487 an die Herzöge von Württemberg verkaufte.
Herzog Christoph ließ an ihrer Stelle in der Zeit von 1560 bis 1565 ein Jagdschloss bauen. Der Baumeister und Architekt Aberlin Tretsch († 1577) leitete den Umbau der Wasserburg, dessen Kosten 1675 Gulden betrugen. Heute ist noch der Südflügel des im Renaissancestil zu einem Karree zusammengefügten vierflügeligen Ensembles mit zwei hohen Zwischenbauten erhalten. Die württembergischen Herzöge nutzten in den folgenden Jahrhunderten häufig das Schloss als Jagd- und Wohnschloss. Das Schloss hat sich bis in die heutige Zeit im Inneren durch vielseitige Nutzung, wie von 1845 bis 1920 als Heil- und Pflegeanstalt und anderen Verwendungen stark verändert. Jedoch lässt sich mit Hilfe „des Restbestandes, einiger alter Abbildungen und einem Inventar von 1568 [...] ein brauchbares Bild des einstigen Landschlosses gewinnen.“ Die erhaltene Schlossbrücke stammt vermutlich von 1563 und dient noch heute dem öffentlichen Straßenverkehr.

## Schlosskapelle
„Den Hauptteil des Südflügels nahm ein großer Raum mit drei Mittelsäulen aus Stein, einem Längs- und drei Querunterzügen und [...] einer Holzfelderdecke ein. Er war sowohl vom Hof als auch von der Grabenseite her durch zweiflüglige Segmentbogentüren zugänglich und hatte eine Fläche von 176 Quadratmeter. Hier kann es sich nur um die Schlosskapelle gehandelt haben. Deren Ausstattung erfolgte etwa zur gleichen Zeit wie diejenige der Stuttgarter Schlosskirche. Fleischhauer sagt hierzu: ‚Die fast gleichzeitigen persönlichen Anweisungen des Herzogs für eine mit der Stuttgarter fast übereinstimmenden Einrichtung der Schloßkapelle in Pfullingen von 1561 lassen annehmen, daß der Herzog sicherlich auch die Ausstattung der Stuttgarter Kirche selbständig überlegt hatte. Er befahl Tretsch, in Pfullingen um Altar und Predigtstuhl Figuren über die zwölf Artikel christlichen Glaubens aufzureißen, wofür er noch eingehende Einzelanweisungen gab.‘“ – „Der Raum und seine Ausstattung waren demnach dem Herzog ein besonderes Anliegen [...] So erklärt sich auch der zweite Zugang von außen. Infolge des offensichtlichen Zusammenhangs mit der Schlosskirche Stuttgart wird man annehmen dürfen, dass auch dieser langrechteckige Raum (21,50 x 8.20 m) quer möbliert war. Kanzel und Altar könnten an der Hofseite angeordnet gewesen sein [...] Die Steinsäulen mit hohen, profilierten Basen, ebensolchen Kapitellen und die durch Unterzüge und Profilleisten gegliederte Felderdecke verliehen dem Raum wohl eine beachtliche Würde, die der heutige Zustand mit Zwischenwänden und dicken Ölfarbanstrichen kaum noch erahnen lässt.“

## Heutige Nutzung

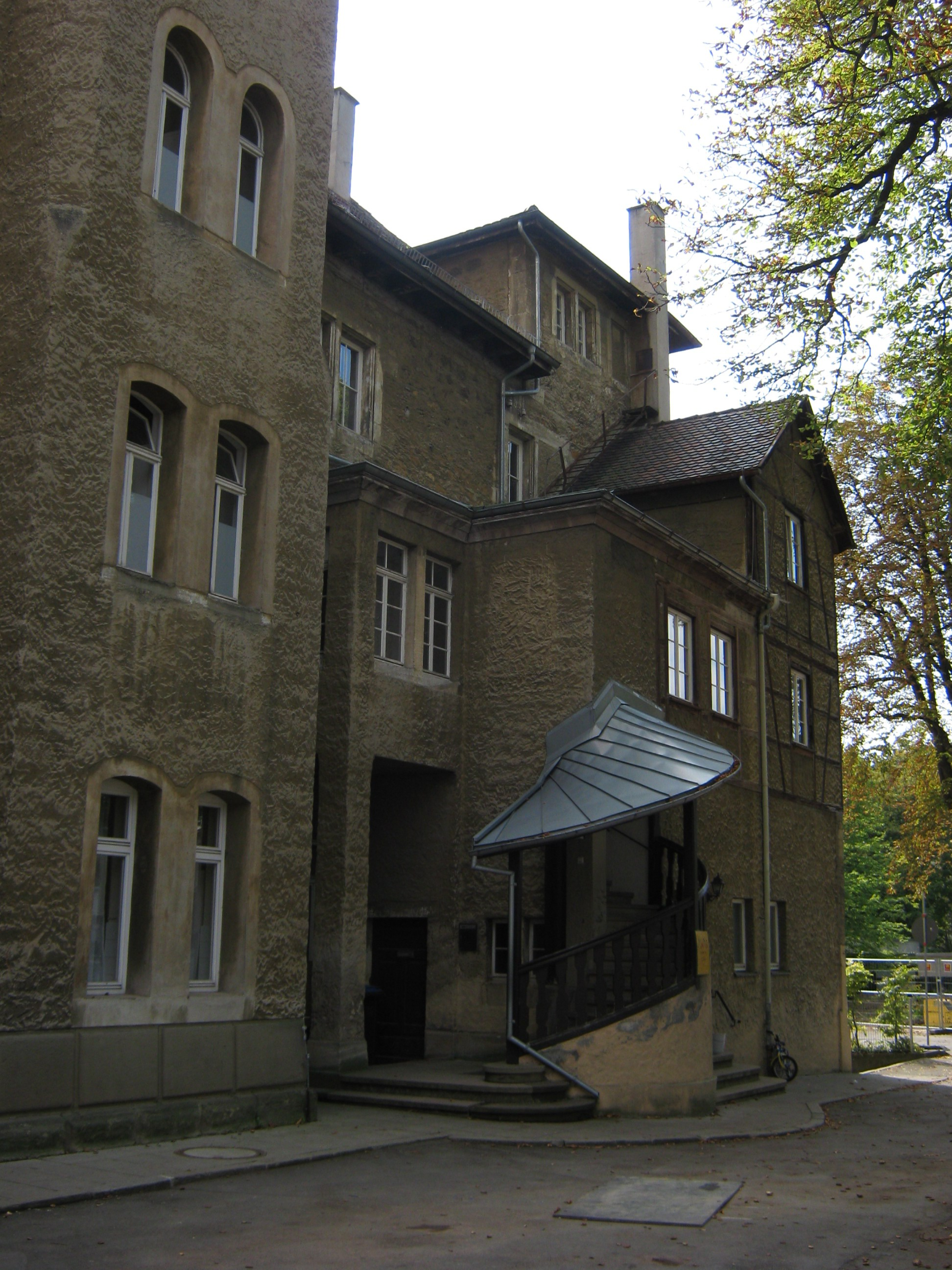
Die nördliche Fassade vom Innenhof aus gesehen

Heute beherbergt das Schloss die Musikschule Pfullingen und in der ehemaligen Schlosskapelle den Schlosskindergarten, außerdem nutzt die Wilhelm-Hauff-Realschule einige Räume des Gebäudes als Klassenzimmer. Direkt neben dem Schloss liegt die Schloss-Schule Pfullingen; der Schlosshof gehört noch zum Schulgelände.

## Sanierungs- und Umbauvorhaben
Bereits in den frühen 2000er-Jahren gab es immer wieder Pläne, das Schloss zu sanieren und / oder umzubauen, die aber alle verworfen wurden. 2000 und 2005 war unter anderem jeweils der Einbau eines Veranstaltungssaals mit bis 200 Sitzplätzen sowie die Erneuerung der Sanitäranlagen geplant. 2009 sollte das Schloss in einen Ergänzungsbau für die Wilhelm-Hauff-Realschule umgebaut werden. Ende 2020 stellte der Pfullinger Gemeinderat 29.000 Euro für eine Voruntersuchung durch das auch mit den vorherigen Umbauplänen betraute Architektenbüro zur Verfügung, auf deren Grundlage eine Machbarkeitsstudie erstellt werden soll. Geplant ist eine „denkmalgerechte, funktionale und technisch-energetische“ Sanierung.